# شصت و پنجمین مراسم جایزه گرمی
شصت و پنجمین مراسم سالانه جوایز گرمی یک مراسم اهدای جوایز موسیقی بود که در ۵ فوریهٔ ۲۰۲۳ در میدان مسابقات کریپتودات‌کام در لس آنجلس برگزار شد. در این مراسم بهترین آثار موسیقی ضبط‌شده، ترانه‌ها و هنرمندان واجد شرایط سال از اول اکتبر ۲۰۲۱ تا ۳۰ سپتامبر ۲۰۲۲ شناسایی شدند. نامزدها نیز در ۱۵ نوامبر ۲۰۲۲ اعلام شدند. ترور نوآ، کمدین اهل آفریقای جنوبی، که مجری مراسم شصت و سوم و شصت و چهارم جوایز گرمی نیز بود، برای سومین بار به‌عنوان مجری به اجرای این مراسم پرداخت.
بیانسه با ۹ نامزدی، بیشترین تعداد نامزدی در این دوره را از آن خود کرد و پس از او کندریک لامار با هشت نامزدی و ادل و برندی کارلایل هریک با هفت نامزدی در رتبه‌های بعدی قرار گرفتند. بیانسه با مجموع ۸۸ نامزدی در طول دوران فعالیت حرفه‌ای خود، به جایگاهی برابر با همسرش، جی-زی، رسید و به‌عنوان هنرمندی با بیشتری نامزدی در تاریخ گرمی شناخته شد. تابستان بدون تو اثر بد بانی (۲۰۲۲) نخستین آلبوم اسپانیایی‌زبان بود که نامزد دریافت جایزهٔ آلبوم سال شد.
بیانسه با برنده شدن در بخش بهترین آلبوم رقص/الکترونیک، از گئورگ شولتی، رهبر ارکستر مجارستانی-بریتانیایی پیشی گرفت و رکورد بیشترین جوایز گرمی دریافت‌شده در تاریخ مراسم را با ۳۲جایزه به نام خود ثبت کرد.شروین حاجی پور نیز با آهنگ برای 
برنده جایزه موزیک تغییر اجتماعی سال شد.

## پیش‌زمینه
در مراسم ۲۰۲۳، آکادمی گرمی تغییرات متعددی را برای بخش‌های مختلف و قوانین واجد شرایط بودن اعلام کرد:

### تغییر در بخش‌ها
- پنج بخش جدید – بهترین اجرای موسیقی آلترناتیو، بهترین اجرای آمریکانا، بهترین موسیقی متن برای بازی‌های ویدیویی و سایر رسانه‌های تعاملی، بهترین آلبوم شعر گفتاری، و ترانه‌سرای سال، غیر کلاسیک - اضافه شدند.
- یک جایزهٔ ویژه شایستگی تحت عنوان بهترین ترانه برای تغییر اجتماعی، اضافه شد. این جایزه توسط کمیتهٔ روبان آبی تعیین می‌شود و به ترانه‌هایی که «حاوی محتوای غنایی است که به یک موضوع اجتماعی جاری می‌پردازد و درک متقابل، ایجاد صلح و همدلی را ترویج می‌کند» اهدا می‌شود.
- برای بخش‌های بهترین ضبط اپرا و بهترین مجموعه کلاسیک، آهنگسازان و لیبرتیست‌ها واجد شرایط دریافت جایزه شدند.
- نام جایزهٔ بهترین آلبوم عصر نو به بهترین آلبوم عصر نو، امبینت یا چند تغییر یافت.
- برای بخش بهترین آلبوم تئاتر موزیکال، آهنگسازان و ترانه‌سرایان دارای بیش از ۵۰ درصد همکاری در تهیهٔ یک اثر جدید واجد شرایط دریافت جایزه شدند.
- بهترین آلبوم گفتاری به بهترین کتاب صوتی، روایت و ضبط داستان تغییر نام داد. شعرهای گفتاری دیگر واجد شرایط دریافت این جایزه نیست و اکنون در رده بهترین آلبوم شعر گفتاری نامزد می‌شوند.

### واجد شرایط بودن آلبوم‌ها
- آلبوم‌ها به‌منظور واجد شرایط بودن برای بررسی، باید بیش از ۷۵٪ زمان خود را به قطعات تازه ضبط‌شده اختصاص داده باشند. قانون واجد شرایط بودن قبلی ۵۰٪ بود. این قانون در مورد بخش‌های بهترین موسیقی متن گردآوری‌شده، بهترین آلبوم تاریخی، بهترین آلبوم صوتی فراگیر، بهترین بسته‌بندی آلبوم، بهترین بسته نسخه ویژه و بهترین نت‌های آلبوم اعمال نمی‌شود.

### کمیته‌های صنعت
- برای سه بخش از رشتهٔ موسیقی کلاسیک (تهیه‌کننده سال، کلاسیک، بهترین آلبوم مهندسی‌شده، کلاسیک و بهترین آهنگسازی کلاسیک معاصر) نامزدها توسط کمیته‌های تخصصی صنعت تعیین می‌شوند.

## اجراکنندگان

### مراسم نخستین
اجراکنندگان در این مراسم در ۲۹ ژانویهٔ ۲۰۲۳ معرفی شدند.
| هنرمند(ها)                                                                     | ترانه(ها)                      |
| ------------------------------------------------------------------------------ | ------------------------------ |
| پسران نابینای آلاباما سنت سیسیلیا باب مینتزر شوشانا بین بادی گای ماراندا کرتیس | «فقط می‌خواهم جشن بگیرم»        |
| سامارا جوی                                                                     | «نمی‌توانم از این حال خارج شوم» |
| عروج آفتاب آنوشکا شانکار                                                       | «قرض نکن»                      |
| کارلوس ویوس                                                                    | «قطره سرد» «پا مایته»          |
| مدیسون کانینگهام                                                               | «زندگی به روایت راشل»          |

### مراسم اصلی
نخستین گروه از اجراکنندگان در این مراسم در ۲۵ ژانویهٔ ۲۰۲۳ اعلام شدند و نام هری استایلز چند روز پس از آن تأیید شد. اجراکنندگان در بخش در یادبود در ۱ فوریهٔ ۲۰۲۳ معرفی شدند. برنامهٔ اجرای ۵۰ سال با هیپ هاپ در ۳ فوریهٔ اعلام شد.
| هنرمند(ها) | آهنگ‌ها) |
| --- | --- |
| بد بانی | «خاموشی» «آن سوی ساحل» |
| برندی کارلایل | «اسب‌های شکسته» |
| استیوی واندر وان‌مور اسموکی رابینسون کریس استیپلتون | ادای احترام به بری گوردی و اسموکی رابینسون «طوری که کاراتو می‌کنی» «اشک‌های یک دلقک» «زمین بالاتر» |
| لیزو | «دربارهٔ زمان لعنتی» «خاص» |
| هری استایلز | «همان‌طور که بود» |
| کیسی ماسگریوز کویوو ماوریک سیتی میوزیک شریل کرو میک فلیتوود بانی ریت | در یادبود «دختر معدنکار زغال‌سنگ» (ادای احترام به لورتا لین) «بدون تو» «دوباره می‌بینمت» (ادای احترام به تیک‌آف) «پرنده ترانه‌خوان» (ادای احترام به کریستین مک‌وی) |
| سم اسمیت و کیم پتراس | «نامقدس» |
| مری جی. بلایژ | «صبح بخیر زیبا» |
| روتس بلک ثوت گرندمستر فلش به‌همراه بارشون، رحیم، ملی مل و اسکورپیو ران-دی.ام.سی ال ال کول جی دی‌جی جزی جف سالت-ان-پپا راکیم پابلیک انمی (چاک دی و فلیوور فلاو) د لا سول اسکارفیس آیس-تی کویین لطیفه متد من بیگ بوی باستا رایمز و اسپلیف استار میسی الیوت نلی و سیتی اسپاد تو شورت سویز بیتز و دی لاکس لیل بیبی گلوریلا لیل اوزی ورت | ۵۰ سال با هیپ هاپ «جلوه ضرب» «پیام» «پادشاه راک» «نمی‌تونم بدون رادیو زندگی کنم» «ناقوس‌ها را بنواز» «صدای میکروفونم خوبه» «اریک بی. رئیسه» «شورشی بدون توقف» «رفیق» «ذهنم قلقلکم می‌ده» «جک هاستلر جدید (تم نینو)» «و.ح.د.ت.» «متد من» «اتلینز» «دستاتو جایی بذار که بتونم ببینمشون» «حالا منو ببین» «از دست دادن کنترل» «هوای هره گرمه» «سوت بزن» «بهش می‌رسیم» «فری‌استایل» «اف.ان.اف. (بزن بریم)» «فقط می‌خوام بترکونم» |
| لوک کومز | «رفتن، رفتن، رفت» |
| استیو لیسی تاندرکت | «عادت بد» |
| دی‌جی خالد جی-زی لیل وین ریک راس جان لجند فرایدی | «کار خدا بود» |

## مجری‌ها
| مراسم نخستین - رندی رینبو - میزبان - بیبی‌فیس - دامی و جی‌دی بک - مایلز فراست - آرتورو اوفاریل - مالکوم جمال وارنر - جیمی جم - جودی کالینز - آماندا گورمن | مراسم اصلی - کاترین کارلایل - معرف برندی کارلایل - جنیفر لوپز - اهدای جایزه بهترین آلبوم آواز پاپ - وایولا دیویس - اهدای جایزه بهترین ترانه آراندبی - شنایا توین - اهدای جایزه بهترین آلبوم کانتری - بیلی کریستال - معرف استیوی واندر، اسموکی رابینسون و کریس استپلتون - اسموکی رابینسون - اهدای جایزه بهترین اجرای پاپ دونفره/گروهی - جیلا سالیوان - معرف لیزو - سزا - اهدای جایزه بهترین آلبوم موسیقی اربانا - کید هارپون - معرف هری استایلز - کاردی بی - اهدای جایزه بهترین آلبوم رپ - مدونا - معرف سم اسمیت و کیم پتراس - جیمز کوردن - اهدای جایزه بهترین آلبوم موسیقی رقص/الکترونیک - ال ال کول جی - اهدای جایزه گشایشی تأثیر جهانی دکتر دره به دکتر دره - دوئین جانسون - اهدای جایزه بهترین اجرای پاپ تک‌نفره - جیل بایدن - اهدای جایزه بهترین ترانه برای تغییر اجتماعی و ترانه سال - کریس مارتین - اهدای جایزه ضبط سال - اولیویا رودریگو - اهدای جایزه بهترین هنرمند جدید |

## برندگان و نامزدها
اسامی برندگان و نامزدهای شصت و پنجمین دوره جوایز گرمی به شرح زیر است. برندگان در ابتدا، و به‌صورت پررنگ فهرست شده‌اند.

### رشته‌های عمومی
ضبط سال
- «دربارهٔ زمان لعنتی» – لیزو
  - ریکی رید و بلیک اسلتکین، تهیه‌کنندگان؛ پاتریک کهیر، بیل مالینا و مانی ماروکوین، مهندسان/میکس‌کنندگان؛ میشل مانچینی، مهندس مسترینگ
- «مرا خاموش نکن» – آبا
  - بنی آندشون، تهیه‌کننده؛ بنی آندشون و برنارد لور، مهندسان/میکس‌کنندگان؛ بیورن انگلمان، مهندس مسترینگ
- «به من سخت نگیر» – ادل
  - گرگ کرستین، تهیه‌کننده؛ جولیان بورگ، تام المهیرست و گرگ کرستین، مهندسان/میکس‌کنندگان؛ رندی مریل، مهندس مسترینگ
- «روحم را بشکن» – بیانسه
  - بیانسه، تریوس «د-دریم» ژستیلد-دیامانت، ینس کریستین آیزاکسن و کریستوفر «تریکی» استوارت، تهیه‌کنندگان؛ برندون هاردینگ، کریس مک‌لافلین و استوارت وایت، مهندسان/میکس‌کنندگان؛ کالین لئونارد، مهندس مسترینگ
- «صبح بخیر زیبا» – مری جی. بلایژ
  - دمایل و هر، تهیه‌کنندگان؛ برایس بوردون، شربان گینه و پت کلی، مهندسان/میکس‌کنندگان
- «من و تو روی صخره» – برندی کارلیل به‌همراه لوسیوس
  - دیو کاب و شوتر جنینگز، تهیه‌کنندگان؛ برندون بل، تام المهیرست و مایکل هریس، مهندسان/میکس‌کنندگان؛ پیت لیمن، مهندس مسترینگ
- «زن» – دوجا کت
  - کریت کلاسیکس، ایندن جی، آینزلی جونز و یتی بیتس، تهیه‌کنندگان؛ جسی ری ارنستر و رایان لوئیس، مهندسان/میکس‌کنندگان؛ مایک بوزی، مهندس مسترینگ
- «عادت بد» – استیو لیسی
  - استیو لیسی، تهیه‌کننده؛ نیل پوگ و کارل وینگیت، مهندسان/میکس‌کنندگان؛ مایک بوزی، مهندس مسترینگ
- «قلب قسمت ۵» – کندریک لامار
  - بیچ نویز، تهیه‌کننده؛ بیچ نویز، راب بیسل، ری چارلز براون جونیور، جیمز هانت، جانی کوسیچ، مت شفر و جاناتان ترنر، مهندسان/میکس‌کنندگان؛ میشل مانچینی، مهندس مسترینگ
- «همان‌طور که بود» – هری استایلز
  - تایلر جانسون و کید هارپون، تهیه‌کنندگان؛ جرمی هچر و اسپایک استنت، مهندسان/میکس‌کنندگان. رندی مریل، مهندس مسترینگ

آلبوم سال
- خانه هری – هری استایلز
  - تایلر جانسون، کید هارپون و سامی وایت، تهیه‌کنندگان؛ جرمی هچر، اولی جیکوبز، نیک لوبل، اسپایک استنت و سمی وایت، مهندسان/میکس‌کنندگان؛ ایمی آلن، توبایاس جسو جونیور، تایلر جانسون، کید هارپون، میچ رولند، هری استایلز و سمی وایت، ترانه‌سرایان؛ رندی مریل، مهندس مسترینگ
- سفر دریایی – آبا
  - بنی آندشون، تهیه‌کننده؛ بنی آندشون و برنار لور، مهندسان/میکس‌کنندگان؛ بنی آندشون و بیورن اولویوس، ترانه‌سرایان؛ بیورن انگلمان، مهند مسترینگ
- ۳۰ – ادل
  - شان اورت، لودویگ گورانسون، اینفلو، توبایاس جسو جونیور، گرگ کرستین، مکس مارتین، جویی پکورارو و شلبک، تهیه‌کنندگان؛ جولیان برگ، استیو چرچیارد، تام المرست، شان اورت، شربان غنا، سم هالند، مایکل ایلبرت، اینفلو، گرگ کرستین، رایلی مکین و لاسی مارتن، مهندسان/میکس‌کنندگان؛ ادل ادکینز، لودویگ گورانسون، دین جوسیا کاور، توبایاس جسو جونیور، گرگ کرستین، مکس مارتین و شلبک، ترانه‌سرایان؛ رندی مریل، مهندس مسترینگ
- تابستان بدون تو – بد بانی
  - رئو الهاندرو، بوسکابولا، چنکو کورلئونه، جای کورتز، تونی دایز، بومبا استریو و دی ماریاس، هنرمندان همراه؛ دمی اند کلیپز، الیکای، هیز، لا پاسینسا، چئو لجندری، مگ، مجیک‌ان‌ال‌بیت، مورا، جوتا روسا، سوبلو نئو و تینی، تهیه‌کنندگان؛ جاش گادوین و روبرتو روسادو، مهندسان/میکس‌کنندگان؛ رائول اوکاسیو رویز، بنیتو آنتونیو مارتینز اوکاسیو، راکوئل بریوس، جاشوآ کانوی، میک کوگان، اورلاندو خاویر واله وگا، خسوس نیوس کورتس، لوییس دل واله، مارکوس ماسیس، گابریل مورا، النا رز، لیلیانا مارگاریتا، ساموئت و ماریا زاردویا، ترانه‌سرایان؛ کالین لئونارد، مهندس مسترینگ
- رنسانس – بیانسه
  - بیم، گریس جونز و تمس، هنرمندان همراه؛ جمیل اوسی، باه، بیم، بیانسه، بلادپاپ، بوی-واندا، کادنزا، ال کرس، مایک دین، هانی دیجون، کلمن دوران، هری اواردز، تریوس «د-دریم» ژستیلد دیامانت، آیور گست، گیلتی‌بیتز، هیت-بوی، جنس کریستین آیزاکسن، لون کالی، لیل جو، ملو-ایکس، نو آی.دی. نوا واو، کریس پنی، پی۲جی، ریسی، سیائو، رافائل سدیک، نینیو، اسکریلکس، لوک سالومون، کرسیتوفر «تریکی» استوارت، جهان سوییت، سید، سیون توماس، سول واز و استوارت وایت، تهیه‌کنندگان؛ چی کونی، راسل گراهام، گیلتی‌بیتز، برندون هاردینگ، هوتائه الکساندر جانگ، کریس مک‌لافلین، دلروی «فاتا» پاتینگر، آندریا رابترز، استیو روش، جبار استیونز، و استوارت وایت، مهندسان/میکس‌کنندگان؛ دنیسیا «@بلو جون» اندروز، دانیل بالبوئنا، تایشین تامپسون، کوین مارکیس بلمون، سیدنی بنت، بیانسه، جرل بلک، مایکل تاکر، آیتا باگس، داستین بووی، دیوی دوبرندون براون، اس. کارتر، نیجا چارلز، سابرینا کلودیو، سولومون فگنسون کول، بریتانی «چی_کونی» کونی، الکساندر گای کوک، لوار کاپین، آلماندو کرسو، مایک دین، سالیو دیانه، داریوس اسکات، ژاکلین دانلد، جوردن داگلاس، اوبری دریک گراهام، کلمن دوران، تریوس «د-دریم» ژستیلد دیامانت، دیو گیلس ۲، دریک کرینگتون گری، نیک گرین، لری گریفین جونیور، رونالد بنفول، دیو هملین، آویل کالف هرشفیلد، چانسی هولیس جونیور، آریووا ایروسوگی، لون کالی، ریکی لاوسون، تیزیتا ماکوریا، جولیا مارترل میسون، دانیل ممی، چدریکا نیکولز، ارنست «نو آی.دی.» ویلسون، تمیلید اوپنیی، پاتریک پیج ۲ فرام د اینترنت، جیمی استیون پیتون، کریستوفر لارنس پنی، مایکل پولاک، ریچارد آیسانگ، هانی ردموند، درک رنفرو، اندرو ریچاردسون، مورتن ریستورپ، نایل راجرز، اولیور رودیگان، فردی راس، رافائل سدیک، متیو ساموئلز، شان سیتون، اسکریلکس، کوریس اسمیت، لوک فرانسیس متیو سالومون، جبار استیونز، کریستوفر ای. استوارت، جهان سوییت، راپرت توماس جونیور، و جسی ویلسون، ترانه‌سرایان؛ کالین لئونارد، مهندس مسترینگ
- صبح بخیر زیبا – مری جی. بلایژ
  - دی‌جی خالد، دیو ایست، فبولوس، فیویو فارین، گریسلدا، هر، جاداکیس، مانی‌بگ یو، نی-یو، اندرسون پاک، ریمای ما و آشر، هنرمندان همراه؛ آلیسیا، تاریک آزوز، بنجینیر، بلکا دین می، راجیت شهاید، کول اند دره، بن بیلیونز، دی‌جی کسیدی، دی‌جی خالد، دیمایل، واندا، بانگو بایت‌وی، هر، هاستایل بیتس، اریک هادسون، لادن آن دا ترک، لئونر میچلز، نوا واو، اندرسون پاک، اسلیم‌ویو، استریت‌رانر، سویز بیتز و جی. وایت دید ایت، تهیه‌کنندگان؛ درک علی، بن چانگ، لوییس بوردیو، برایس بوردون، لورن دی‌الیا، کریس گالند، شربان غنا، آکیل هنری، جیسن جاشوآ، پت کلی، ظهیر لازو، شامیل مکی، مانی ماروکین، دیو مدرانو، آری موریس، پارکس، خوآن پنا، بن سدانو، کو اسپنسر، خولیو اولوآ و جودی گریسون ویلیامز، مهندسان/میکس‌کنندگان؛ آلیسیا بنویست، دنیسیا «بلو جون» اندروز، آرچر، بیانکا اتربری، تاریک آزوز، مری جی بلایژ، دیوید بروستر، دیوید براون، شاون باتلر، راجیت شهاید، انت کلمونس، بریتانی «چی» کونی، کاسیم دین، بنجامین دیل، دی‌جی کسیدی، ژاکلین دانلد، جری داپلسیس، یوفورو ایبانگ، درنست امیل ۲، جان جکسون، آدریانا فلورس، گابریلا ویلسون، شاون هیبلر، چارلز ای. هینشاو، جیمی هرتون، اریک هادسون، جیسون فیلیپس، خالد خالد، لاندن هولمزآندره «دره» کریستوفر لیون، رمینیس مکی، لئون میچلز، جرومه مونرو جونیور، کیم آونز، برندون اندرسون، جرمی «بنی د بوچر» پنیک، برایان پونس، دیموند «کانوی د مشین» پرایس، پیتر اسکلرن، شفر اسمیت، نیکلاس واروار، دیفارست تیلور، تیارا توماس، مارسلو «کول» والنزانو، الوین «وست‌ساید گان» ورثی، آنتونی جرماین وایت و یانگ‌بلاد، ترانه‌سرایان
- در این روزهای خاموش – برندی کارلایل
  - لوسیوس، هنرمند همراه؛ دیو کاب و شوتر جنینگز، تهیه‌کنندگان؛ برندون بل، دیو کاب، تام المرست، مایکل هریس و شوتر جنینگز، مهندسان/میکس‌کنندگان؛ برندی کارلایل، دیو کاب، فیل هنسروث و تیم هنسروث، ترانه‌سرایان؛ پیت لایمن، مهندس مسترینگ
- موسیقی کیهانی – کلدپلی
  - بی‌تی‌اس، جیکوب کولیر، سلنا گومز و وی آر کینگ، هنرمندان همراه؛ جیکوب کولیر، دنیل گرین، اسکار هالتر، جان هاپکینز، مکس مارتین، مترو بومین، کانگ هیو-وون، بیل راکو، بارت شودل، ریک سیمپسون، پاریس استروتر و وی آر کینگ، تهیه‌کنندگان؛ گای بریمن، جانی باکلند، ویل چمپیون، جیکوب کولیر، د دریم تیم، دانکان فولر، شربان غنا، دنیل گرین، جان هینز، جان هاپکینز، مایکل ایلبرت، مکس مارتین، بیل راکو، بارت شودل، ریک سیمپسون و پاریس استروتر، مهندسان/میکس‌کنندگان؛ گای بریمن، جانی باکلند، دنیز کاریت، ویل چمپیون، جیکوب کولیر، درک دیکسی، سم فالسون، استیون فرای، دنیل گرین، اسکار هالتر، جان هاپکینز، جونگ هو-سوک، کریس مارتین، مکس مارتین، جان متکالف، لیلاند تایلر وین، بیل راکو، کیم نام-جون، جسی راگ، داویده روسی، ریک سیمپسون، امبر استروتر، پاریس استروتر، مین یون-گی، فدریکو ویندور و اولیویا ویث، ترانه‌سرایان؛ رندی مریل، مهندس مسترینگ
- آقای مورال و استپرهای بزرگ – کندریک لامار
  - بیبی کیم، بلکست، سم دیو، گوست‌فیس کیلا، بث گیبنز، کداک بلک، تانا لئونه، تیلور پیژ، آماندا رایفر، سمفا و سامر واکر، هنرمندان همراه؛ د آلکمست، بیبی کیم، کریگ بلموریس، بیچ نویز، بیکن، بوی-واندا، کاردو، داهی، دی‌جی خلیل، د دوناتز، اف‌ان‌زد، فرانو، سرجیو گرمن، امیل هاینی، جی. ال‌بی‌اس، ماریو لوسیانو، تایلر ملنباکر، اوکلاما، راسکال، سنویو، جهان سوییت، تای بیست، دووال تیموتی و فارل ویلیامز، تهیه‌کنندگان؛ درک علی، مت آنتونی، بیچ نویز، راب بایزل، دیوید بیشاپ، تروی بورگویس، اندرو بوید، ری چارلز براون جونیور، درک گارسیا، چاد گوردون، جیمز هانت، جانی کوسیچ، مانی ماروکین، اروینگ اولیوارس، ریموند جی اسکاوو ۳، مت شفر، سیروس تقی‌پور، جاناتان ترنر و جو ویسیانو، مهندسان/میکس‌کنندگان؛ خلیل عبدالرحمان، هایکیم کارتر، کریگ بلموریس، بیچ نویز، دنیل تاننبائوم، استیون لی برنر، متیو بردت، آیزاک جان د بونی، سم دیو، آنتونی دیکسون، ویکتور اکپو، سرجیو گرمن، دنیس کولز، بث گیبونز، فرانو هوئت، استوارت جانسون، بیل کی. کاپری، جیک کوسیچ، جانی کوسیچ، دنیل کریگر، کندریک لامار، رولند لاتور، ماریو لوسیانو، دنیل آلان مامان، تیموتی مکسی، تایلر ملنباکر، مایکل جان موله، دی. ناچه، اوکلاما، جیسون پاوندز، راسکال، آماندا رایفر، متیو ساموئلز، آوانته سانتانا، مت شفر، سامفا سیسای، مارک اسپیرز، هومر اشتاین‌وایس، جهان آکیل سوییت، دونته لامار پرکینز، دووال تیموتی، سامر واکر و فارل ویلیامز، ترانه‌سرایان؛ میشل مانچینی، مهندسی مسترینگ
- خاص – لیزو
  - بنی بلانکو، کوئل کریس، دائود، عمر فدی، ایلیا سلمان‌زاده، کید هارپون، ایان کرک‌پاتریک، مکس مارتین، نیت مرسریو، د مانسترز اند استرینجرز، فولیکس، ریکی رید، مارک رانسون، بلیک اسلتکین و پاپ ونسل، تهیه‌کنندگان؛ بنی بلانکو، برایس بوردون، جف چستک، جیکوب فرگوسن، شربان غنا، جرمی هچر، اندرو هی، سم هالند، ایلیا سلمان‌زاده، استفان جانسون، جنس جونگ‌کورث، پاتریک کریه، ایان کریک‌پاتریک، دامین لوییس، بیل مالینا، مانی ماروکین و ریکی رید، مهندسان/میکس‌کنندگان؛ ایمی آلن، دائود آنتونی، جاناتان بلیون، بنجامین لوین، توماس برنک، کریستین دفیفو، عمر فدی، اریک فردریک، ایلیا سلمان‌زاده، ملیسا جفرسون، جردن کی. جانسون، استفان جانسون، کید هارپون، ایان کرک‌پاتریک، سوان کوتیچا، مکس مارتین، تین مرسریو، لئون میچلز، نیک مووشون، مایکل نایل، مایکل پولاک، مارک رانسون، بلیک اسلتکین، پیتر سونسون، گاوین کریس تنیل، ترون ماکیل توماس، اندرو ونسل و امیلی وارن، ترانه‌سرایان؛ میشل مانچینی، مهندس مسترینگ

ترانه سال
- «همین درسته»
  - بانی ریت، ترانه‌سرا (ریت)
- «ای‌بی‌سی‌دی‌ئی‌اف‌یو»
  - سارا دیویس، گیل و دیو پیتنگر، ترانه‌سرایان (گیل)
- «دربارهٔ زمان لعنتی»
  - لیزو، اریک فردریک، بلیک اسلتکین و ترون مکیل توماس، ترانه‌سرایان (لیزو)
- «همه‌اش را خیلی خوب (نسخه ۱۰ دقیقه‌ای) (فیلم کوتاه)»
  - لیز رز و تیلور سوئیفت، ترانه‌سرایان (سوئیفت)
- «همان‌طور که بود»
  - تایلر جانسون، کید هارپون و هری استایلز، ترانه‌سرایان (استایلز)
- «عادت بد»
  - متیو کاستلانوس، بریتانی فوشی، دیانا گوردون، جان کارول کربی و استیو لیسی، ترانه‌سرایان (لیسی)
- «روح مرا بشکن»
  - بیانسه، اس. کارتر، تریوس «د-دریم» ژستیلد دیامانت و کریستوفر ای. استوارت، ترانه‌سرایان (بیانسه)
- «به من سخت نگیر»
  - ادل ادکینز و گرگ کرستین، ترانه‌سرایان (ادل)
- «کار خدا بود»
  - تاریک آزوز، ای. بلکمون، خالد خالد، اف. لبلانک، شان کارتر، جان استیونز، دواین کارتر، ویلیام رابرتز و نیکلاس واروار، ترانه‌سرایان (دی‌جی خالد به‌همراه ریک راس، لیل وین، جی-زی، جان لجند و فرایدی)
- «قلب قسمت ۵»
  - جیک کوسیچ، جانی کوسیچ، کندریک لامار و مت شفر، ترانه‌سرایان (لامار)

بهترین هنرمند جدید
- سامارا جوی
- آنیتا
- عمر اپالو
- دامی و جی‌دی بک
- لاتو
- منسکین
- مونی لانگ
- توبه نیوگوه
- مولی تاتل
- وت لگ

### پاپ
بهترین اجرای پاپ تک‌نفره
- «به من سخت نگیر» – ادل
- «قاطر مسکو» – بد بانی
- «زن» – دوجا کت
- «عادت بد» – استیو لیسی
- «دربارهٔ زمان لعنتی» – لیزو
- «همان‌طور که بود» – هری استایلز

بهترین اجرای پاپ دونفره/گروهی
- «نامقدس» – سم اسمیت و کیم پتراس
- «مرا خاموش نکن» – آبا
- «بام بام» – کامیلا کبیو به‌همراه اد شیرن
- «جهان من» – کلدپلی و بی‌تی‌اس
- «من ازت خوشم میاد (یک آهنگ شادتر)» – پست مالون و دوجا کت

بهترین آلبوم آواز سنتی پاپ
- بالاتر – مایکل بوبله
- وقتی کریسمس فرا می‌رسد… – کلی کلارکسون
- رؤیای کریسمس را می‌بینم – نورا جونز
- همیشه سبز – پنتاتونیکس
- ممنونم – دایانا راس

بهترین آلبوم آواز پاپ
- خانه هری – هری استایلز
- سفر دریایی – آبا
- ۳۰ – ادل
- موسیقی کیهانی – کلدپلی
- خاص – لیزو

### موسیقی رقص/الکترونیک
بهترین ضبط رقص/الکترونیکی
- «روح مرا بشکن» – بیانسه
  - بیانسه، تریوس «د-دریم» ژستیلد دیامانت، ینس کریستین آیزاکسن و کریستوفر «تریکی» استوارت، تهیه‌کنندگان؛ استوارت وایت، میکس‌کننده
- «رزوود» – بونوبو
  - سیمون گرین، تهیه‌کننده؛ سیمون گرین، میکس‌کننده
- «عشق مرا فراموش نکن» – دیپلو و میگل
  - دیپلو و ماکسیمیلیان جیگر، تهیه‌کنندگان؛ لوکا پرتولسی، میکس‌کننده
- «من خوبم (آبی)» – دیوید گتا و بی‌بی رکسا
  - دیوید گتا و تیموفی رزنیکوف، تهیه‌کنندگان؛ دیوید گتا و تیموفی رزنیکوف، میکس‌کنندگان
- «مرعوب» – کیترانادا به‌همراه هر
  - هر و کیتراناتا، تهیه‌کنندگان؛ کیترانادا، میکس‌کننده
- «روی زانوهایم» – روفوس دو سول
  - جیسون اویگان و روفوس دو سول، تهیه‌کنندگان؛ کاسیان استوارت-کاسیمبا، میکس‌کننده

بهترین آلبوم رقص/الکترونیک
- رنسانس – بیانسه
- قطعات – بونوبو
- دیپلو – دیپلو
- اخرین خداحافظی – اودزا
- تسلیم – روفوس دو سول

### موسیقی بی‌کلام معاصر
بهترین آلبوم بی‌کلام معاصر
- امپراتوری مرکزی – اسناکی پاپی
- میانای رؤیا و لذت – جف کافین
- تنگ نیست – دامی اند جی‌دی بک
- بلوز – گرانت گیسمن
- نردبان جیکوب – برد ملداو

### راک
بهترین اجرای راک
- «اسب‌های شکسته» – برندی کارلایل
- «خیلی خوشحالم که درد داره» – برایان آدامز
- «پیرمرد» – بک
- «کودک وحشی» – بلک کیز
- «خزیدن!» – آیدلز
- «بیمار شماره ۹» – آزی آزبورن به‌همراه جف بک
- «تعطیلات» – ترنستایل

بهترین اجرای متال
- «قوانین تنزل» – آزی آزبورن به‌همراه تونی آیومی
- «من را صدا کن عزیز کوچک» – گست
- «برمی‌گردیم» – مگادث
- «بکش یا کشته شو» – میوز
- «خاموشی» – ترنستایل

بهترین ترانه راک
- «اسب‌های شکسته»
  - برندی کارلایل، فیل هنسروث و تیم هنسروث، ترانه‌سرایان (برندی کارلایل)
- «تابستان سیاه»
  - فلی، جان فروشانته، آنتونی کیدیس و چاد اسمیت، ترانه‌سرایان (رد هات چیلی پپرز)
- «سیاهی»
  - بردی ایبرت، دانیل فانگ، فرانتس لیونز، پت مک‌کروری و برندن یتس، ترانه‌سرایان (ترنستایل)
- «رؤیای هارمونیا»
  - رابی بنت و آدام گراندوسیل، ترانه‌سرایان (د وار آن دراگز)
- «بیمار شماره ۹»
  - جان آزبورن، چاد اسمیت، علی تامپوزی، رابرت تروهیو و اندرو واتمن، ترانه‌سرایان (آزی آزبورن به‌همراه جف بک)

بهترین آلبوم راک
- بیمار شماره ۹ – آزی آزبورن
- ترک بوگی – بلک کیز
- پسری به نام اگر – الویس کاستلو و د ایمپوسترز
- خزنده – آیدلز
- فروش اصلی – مشین گان کلی
- لوسیفر روی مبل – اسپون

### بهترین ترانه برای دگرگونی اجتماعی
- «برای... » – شروین حاجی‌پور[۱۸]

## نامزدی‌های چندگانه
هنرمندان زیر برای دریافت بیش از یک جایزه نامزد شده‌اند:
| نه: - بیانسه | هشت: - کندریک لامار | هفت: - ادل - برندی کارلایل |

| شش: - مری جی. بلایژ - فیوچر - دی‌جی خالد - رندی مریل - هری استایلز - د-دریم | پنج: - دوجا کت - لاکی دای - شربان غنا - جی-زی - لیزو - ماوریک سیتی میوزیک - یانیک نزه-سگن | چهار: - آبا - بیچ نویز (جیک کوسیچ، جانی کوسیچ، مت شفر) - بوی-واندا - دی‌مایل - دریک - تام المرست - هر - کید هارپون - جرمی هچر - استیو لیسی - میراندا لمبرت - میشل مانچینی - مانی مارکین - آز آزبورن - بانی ریت - کریستوفر تریکی استوارت - تیلور سوئیفت |

سه:
- ایمی آلن
- جان بیزلی
- برایس بوردون
- بد بانی
- بی‌تی‌اس
- کلدپلی
- لوک کومز
- دوئی
- کیرک فرانکلین
- دیوید فراست
- فیل هنسروث
- تیم هنسروث
- جک هارلو
- جنس کریستین آیزاکسن
- توبایاس جسو جونیور
- تایلر جانسون
- گرگ کرستین
- جان لجند
- کالین لئونارد
- لیل وین
- مورتن لیندبرگ
- مونی لانگ
- لوسیوس
- مکس مارتین
- مارن موریس
- پی‌جی مورتون
- ویلی نلسون
- نووا ویو (بریتانی «چی» کونی، دنیسیا «بلو جون» اندروز)
- آیفه اودانوان
- رابرت پلنت
- ریک راس
- بلیک اسلتکین
- جازمین سالیوان
- تمس
- ترنستایل
- وت لگ
- استوارت وایت

دو:
- رئو الهاندرو
- برندون بل
- بیگ ثیف
- راب بایزل
- بلک کیز
- بلادپاپ
- بلکست
- بونوبو
- مایک بوزی
- ری چارلز براون جونیور
- جولیان برگ
- بورنا بوی
- نیجا چارلز
- دیو کاب
- جیکوب کولیر
- مدیسون کانینگهام
- داهی
- دیپلو
- دامی اند جی‌دی بک
- بیلی آیلیش
- بیورن انگلمان
- لیدی گاگا
- گانا
- برندون هاردینگ
- مایکل هریس
- سم هالند
- جیمز هانت
- آیدلز
- مایکل ایلبرت
- شوتر جنینگز
- سامارا جوی
- پاتریک کریر
- پت کلی
- آنجلیک کیدجو
- الیسون کراوس
- لاتو
- برنار لور
- پیت لایمن
- بیل مالینا
- اشلی مک‌براید
- کریس مک‌لافلین
- لین-منوئل میرندا
- اندرسون پاک
- دالی پارتن
- ریکی رید
- آماندا رایفر
- مورتن ریستورپ
- نایل راجرز
- روسالیا
- روفوس دو سول
- رافائل سدیک
- آنوشکا شانکار
- چاد اسمیت
- اسپایک استنت
- کریس تاملین
- تای تریبت
- جاناتان ترنر
- مولی تاتل
- فیل ویکهام
- سمی ویت
- یه یه یهس
- یانگ تاگ
- هانس زیمر